# Zhou Yunpeng
Zhou Yunpeng (Shenyang, 1970) è un cantautore cinese.